# アレクサンダー・ステュアート (第6代ギャロウェイ伯爵)
第6代ギャロウェイ伯爵アレクサンダー・ステュアート（英語: Alexander Stewart, 6th Earl of Galloway、1694年頃 – 1773年9月24日）は、スコットランド貴族。1694年から1746年までガーリーズ卿の儀礼称号を使用した。

## 生涯
第5代ギャロウェイ伯爵ジェームズ・ステュアートとキャサリン・モンゴメリー（Catherine Montgomerie、1757年12月没、第9代エグリントン伯爵アレクサンダー・モンゴメリーの長女）の長男として、1694年頃に生まれた。
1746年2月16日に父が死去すると、ギャロウェイ伯爵の爵位を継承した。1743年頃から1768年まで警察卿（Lord of Police）を務め、1757年から1759年までスコットランド・グランドロッジのグランドマスターを務めた。また、1756年8月24日に（バリーの）準男爵位を継承した。
1773年9月24日にフランスのエクス＝アン＝プロヴァンスで死去、息子ジョンが爵位を継承した。

## 家族
1718年/1719年頃、アン・キース（Anne Keith、1728年没、第9代マリシャル伯爵ウィリアム・キースの娘）と結婚、3男1女を儲けた。
- アレクサンダー（1719年8月26日 – 1738年）
- ジェームズ（1733年11月11日没） - ダルキース・スクール（Dalkeith School）の在学中、天然痘により没
- 男子 - 夭折
- メアリー（1751年4月10日没） - 1741年9月11日以降、フォートローズ卿ケネス・マッケンジー（英語版）と結婚、子供あり

1729年1月5日/7日、エディンバラでキャサリン・コクラン（Catherine Cochrane、1786年3月15日没、第4代ダンドナルド伯爵ジョン・コクランの娘）と再婚、4男6女を儲けた。
- ジョン（英語版）（1736年 – 1806年） - 第7代ギャロウェイ伯爵、子供あり
- ジョージ（1758年7月8日没） - タイコンデロガ砦で戦死
- ウィリアム - 早世
- キース（英語版）（1739年 – 1795年3月3日） - 海軍軍人、庶民院議員。子供あり[3]
- キャサリン - 1751年4月12日、ジェームズ・マレー（英語版）と結婚
- スザンナ（英語版）（1742年 – 1805年8月15日） - 1768年5月25日、第3代ゴア伯爵グランヴィル・ルーソン＝ゴア（後の初代スタッフォード侯爵）と結婚、子供あり
- マーガレット（1762年8月12日没） - 1759年4月22日、第4代アボイン伯爵チャールズ・ゴードンと結婚、子供あり
- ユーフェミア（1818年没）
- ハリエット（1788年11月26日没） - 1765年5月25日、第9代ハミルトン公爵アーチボルド・ハミルトンと結婚、子供あり
- シャーロット（1818年11月11日没） - 1759年2月21日、第4代ダンモア伯爵ジョン・マレーと結婚、子供あり